# 海積鳥屬
海積鳥（學名Halimornis）是一類反鳥亞綱鳥類。它們生存於約8000萬年前的白堊紀晚期。其化石是在美國阿拉巴馬州的格林縣發現的，只是單一組化石，包括脊骨、腳骨及部份肱骨。
海積鳥的化石是藏在離岸50公里的地方，顯示它們是會走到海洋的。它們可能與較為進化的魚鳥一同生存。它們與澳洲的曙光侏反鳥及"Ichthyornis" minusculus是唯一的反鳥亞綱是生存在水生環境的。